# Czistaja Griwa (obwód kemerowski)
Czistaja Griwa (ros. Чистая Грива) – osiedle w Rosji, w obwodzie kemerowskim, w rejonie nowokuźnieckim. W 2010 liczyło 172 mieszkańców.